# Брезов
Брезов (слч. Brezov) насељено је мјесто са административним статусом сеоске општине (слч. obec) у округу Бардјејов, у Прешовском крају, Словачка Република.

## Становништво
| Година:    | 1994. | 2004.   | 2014.    | 2024.    |
| ---------- | ----- | ------- | -------- | -------- |
| Број људи: | 398   | 432     | 386      | 333      |
| Разлика:   |       | +8,54 % | -10,64 % | -13,73 % |

| Година:    | 2023. | 2024.   |
| ---------- | ----- | ------- |
| Број људи: | 337   | 333     |
| Разлика:   |       | -1,18 % |

Према подацима о броју становника из 2024. године насеље је имало 333 становника.